# Lise Karlsnes
 (juillet 2019).
Si vous disposez d'ouvrages ou d'articles de référence ou si vous connaissez des sites web de qualité traitant du thème abordé ici, merci de compléter l'article en donnant les références utiles à sa vérifiabilité et en les liant à la section « Notes et références ».
Lise Karlsnes, née le 27 novembre 1979 à Tønsberg en Norvège, est une musicienne et chanteuse norvégienne.
Elle est l'ancienne chanteuse du groupe Briskeby depuis 2000.

## Biographie
Depuis 2000, elle est membre du groupe Briskeby, en tant que chanteuse. Elle y reste jusqu'en 2003, quand elle entame une carrière solo.
En 2003, Lise sort son premier album qui s'est vendu à 30 000 exemplaires.
En 2007, elle conçoit des lunettes de soleil en collaboration avec Optique Krogh à Majorstua un quartier d'Oslo.
En 2008, Lise Karlsnes interprète le générique du film "De coups de vent mari".
En 2012, elle participe à la 3e demi-finale du melodi Grand Prix 2012, avec la chanson "Sailors".